# São José da Tapera (ort)
São José da Tapera är en ort i Brasilien.   Den ligger i kommunen São José da Tapera och delstaten Alagoas, i den östra delen av landet, 1 300 km nordost om huvudstaden Brasília. São José da Tapera ligger 252 meter över havet och antalet invånare är 12 391.
Terrängen runt São José da Tapera är huvudsakligen platt, men söderut är den kuperad. Runt São José da Tapera är det ganska tätbefolkat, med 54 invånare per kvadratkilometer.. Det finns inga andra samhällen i närheten.
Omgivningarna runt São José da Tapera är huvudsakligen savann.